# Utsa Tuvva
Utsa Tuvva är en sjö i Gällivare kommun i Lappland och ingår i Luleälvens huvudavrinningsområde. Sjön har en area på 0,833 kvadratkilometer och ligger 508,1 meter över havet. Utsa Tuvva ligger i Sjaunja Natura 2000-område.

## Delavrinningsområde
Utsa Tuvva ingår i det delavrinningsområde (749219-163198) som SMHI kallar för Utloppet av Utsa Tuvva. Medelhöjden är 589 meter över havet och ytan är 11,39 kvadratkilometer. Det finns inga avrinningsområden uppströms utan avrinningsområdet är högsta punkten. Vattendraget som avvattnar avrinningsområdet har biflödesordning 3, vilket innebär att vattnet flödar genom totalt 3 vattendrag innan det når havet efter 333 kilometer. Avrinningsområdet består mestadels av skog (76 procent). Avrinningsområdet har 0,95 kvadratkilometer vattenytor vilket ger det en sjöprocent på 8,4 procent.